# Czatkowy (stacja kolejowa)
Czatkowy – stacja kolejowa we wsi Czatkowy, pow. tczewski, woj. pomorskie.